# 呂迪格·比埃勒
呂迪格·比埃勒博士（德語：Rüdiger Bieler，1955年—）是德國的動物學家，專長於軟體動物（特別是腹足綱及雙殼綱物種）的分類、演化、多樣式分佈及對人類社會的影響。目前是美國伊利諾州芝加哥的菲爾德自然史博物館綜合研究中心（Integrative Research Center）的策展人。由於長年需要進行田野調查，比埃勒博士也是一位資深的浮潛專家。

## 簡歷
1982年，比埃勒於西德漢堡大學的生物、地理及生物教育科學碩士畢業；之後在母校的動物學科任職講師，與此同時在三年後取得了動物學博士資格。1985年，比埃勒負笈美國，於史密森尼学会位於首都華盛頓的國家自然史博物館擔任博士後；翌年轉往學會位於佛羅里達州皮尔斯堡的海洋站繼續博士後工作。1987年轉往同樣位於皮爾斯堡的北約博士後研究院擔任博士後研究員。1988年至1991年出任特拉維大學海洋研究專上學院的特邀助理教授。同年擔任特拉維自然史博物館的軟體動物學助理策展人至1990年；1990年8月至10月曾署任博物館的行政總裁。之後移居伊利諾州的芝加哥，加入菲爾德自然史博物館出任無脊椎動物部的助理部長。

## 外部連結
- 維基物種上的相關：呂迪格·比埃勒